# Trestegsregeln
Trestegsregeln eller trestegstestet är en regel som omnämns i flera internationella avtal om upphovsrätt. Den anges första gången i 1967 års revidering av Bernkonventionen, artikel 9.2.
Regeln syftar till att balansera allmänhetens, upphovsrättsinnehavarnas och enskildas intressen. Grundidén är att upphovsrättsinnehavare ska ha ett minimum av rättigheter, som inte begränsas i alltför stor omfattning. Dessa begränsningar måste vara väl definierade och avgränsade, och dessutom får de inte inverka negativt på upphovsrättsinnehavarens möjligheter att kunna exploatera verken för ekonomisk vinning. De får heller inte skada ytterligare intressen som upphovsrättsinnehavaren kan ha.

## Historik
Det första trestegstestet formulerades i artikel 9.2 i Bernkonventionen när den reviderades i Stockholm 1967. Under konferensen i Stockholm utökades rättighetsinnehavarnas rättigheter bland annat genom en ensamrätt till återgivning. För att balansera denna rätt för allmänhetens intressen diskuterades olika undantag och inskränkningar i upphovsrätten. I länder med civil law förespråkades att föra in en lista med specifika undantag, medan länder med common law förespråkade en mer öppen och generell regel. Storbritannien föreslog det som sedan kom att bli trestegsregeln i det färdighandlade förslaget, vilket godtogs som en kompromiss. Kompromissen skrevs på engelska, men utkastet översattes till franskan, vilket är den officiella versionen. Detta i sin tur bidrog till en viss begreppsförvirring, på grund av svårigheter att översätta vissa ord mellan engelskan och franskan.
När regeln togs fram var det som en anvisning till lagstiftare för formulering av bestämmelser, och inte för att bedöma användares tillämpningar i enskilda fall.
Efter Bernkonventionen återgavs testet i fyra bestämmelser i TRIPS från 1994 (artiklarna 9, 13, 26.2 och 30). Dessutom införlivades hela Bernkonventionen i TRIPS, vilket har tolkats som att undantag och inskränkningar som förekommer i Bernkonventionen (såsom citaträtten) eller som hade reglerats vid konventionens revision 1967 omfattas av Bernkonventionens regel, medan TRIPS formulering tillämpas på tillkommande undantag och inskränkningar.
Testet återgavs även i artiklarna 10.1 och 10.2 i WIPO:s fördrag om upphovsrätt från 1996 och i artikel 16.2 i WIPO:s fördrag om framföranden och fonogram från 1996. Dessutom återgavs testet i Pekingfördraget om audiovisuella framföranden från 2012 (artikel 13.2) samt i Marrakechfördraget från 2013 (artikel 11). Regeln återges även i Infosoc-direktivet.
När regeln införlivades i TRIPS-avtalet, som reglerar immaterialrätt i bred bemärkelse och inte endast upphovsrätt, breddades även omfattningen till att även bland annat gälla patenträtt och varumärkesrätt. Efter TRIPS-avtalet har regeln dessutom införlivats i flera handelsavtal liksom i nationell rätt, såsom exempelvis i Australien.

## Formulering
Regeln gör gällande att undantag och inskränkningar i upphovsrätten, såsom formulerat i Infosoc-direktivets artikel 5.5, endast får tillämpas:
1) I vissa särskilda fall,
2) Som inte strider mot det normala utnyttjandet av verket eller annat alster, och
3) Som inte oskäligt inkräktar på rättsinnehavarnas legitima intressen.
Formuleringen har dock förändrats lite för varje gång den har fört in i ett nytt sammanhang. En större förändring skedde när trestegsregeln fördes in i TRIPS-avtalet, då "upphovsman" ersattes av "rättighetsinnehavare", vilket bland annat innebar att mediebolag som har förvärvat upphovsmannens rättigheter också omfattas av regeln.

## Trestegsregeln i Sverige
Trestegsregeln återges inte uttryckligen i upphovsrättslagen, men Högsta domstolen har i bland annat rättsfallet NJA 2016 s. 212 uttalat att trestegsregeln, när domstolar prövar hur nationella inskränkningsbestämmelser ska tolkas, ska ses som en anvisning. Enligt regeln ska inskränkningar vara tydligt preciserade, och de ska inte heller konkurrera med upphovsrättsinnehavarens rätt att kunna exploatera sitt alster ekonomiskt. Dessutom ska inskränkningen motiveras av att det finns ett motstående intresse som är starkare.